# دنیس فرانزین
دنیس فرانزین (انگلیسی: Dennis Franzin؛ زادهٔ ۱۲ ژوئیهٔ ۱۹۹۳) بازیکن فوتبال اهل آلمان است.